# Pismo wzorcowe
Pismo wzorcowe (chiń. upr. 楷书; chiń. trad. 楷書; pinyin kǎishū) – licząca ok. 1700 lat, nadal używana kaligraficzna odmiana pisma chińskiego. Pod względem popularności w publikacjach drukowanych kaishu ustępuje obecnie jedynie Songti, wywodzącej się z niego czcionce drukarskiej.
Pismo wzorcowe wyparło kancelaryjne, bo jest łatwiejsze do kreślenia, a jego znaki są bardziej czytelne i dostosowane do kreślenia przy użyciu pędzla i papieru. Charakterystyczną cechą tego stylu są szerokie wykończenia kresek, które styl ten zawdzięcza użyciu papieru i tuszu; odróżniają one kaishu do lishu.
Pismo wzorcowe jest używane także w Korei Południowej (jako hancha) oraz Japonii (kanji), gdzie jest znane pod nazwą kaisho. Jego inne, chińskie nazwy to „prawidłowe [pismo] wzorcowe” (正楷), „pismo prawdziwe” (真書) lub „pismo prawidłowe” (正書). Używane na Tajwanie znaki alfabetu Zhuyin również są pisane w stylu wzorcowym.
Znaki pisma wzorcowego większe niż 5 cm nazywane są dużym pismem wzorcowym (大楷), podczas gdy te mniejsze do 2 cm pismem małym (小楷). Znaki o rozmiarach 2–5 cm to pismo średnie (中楷). Przez wieki do nauki reguł ortografii i kaligrafii pisma wzorcowego wykorzystywano Osiem Zasad Znaku Yong.

## Historia

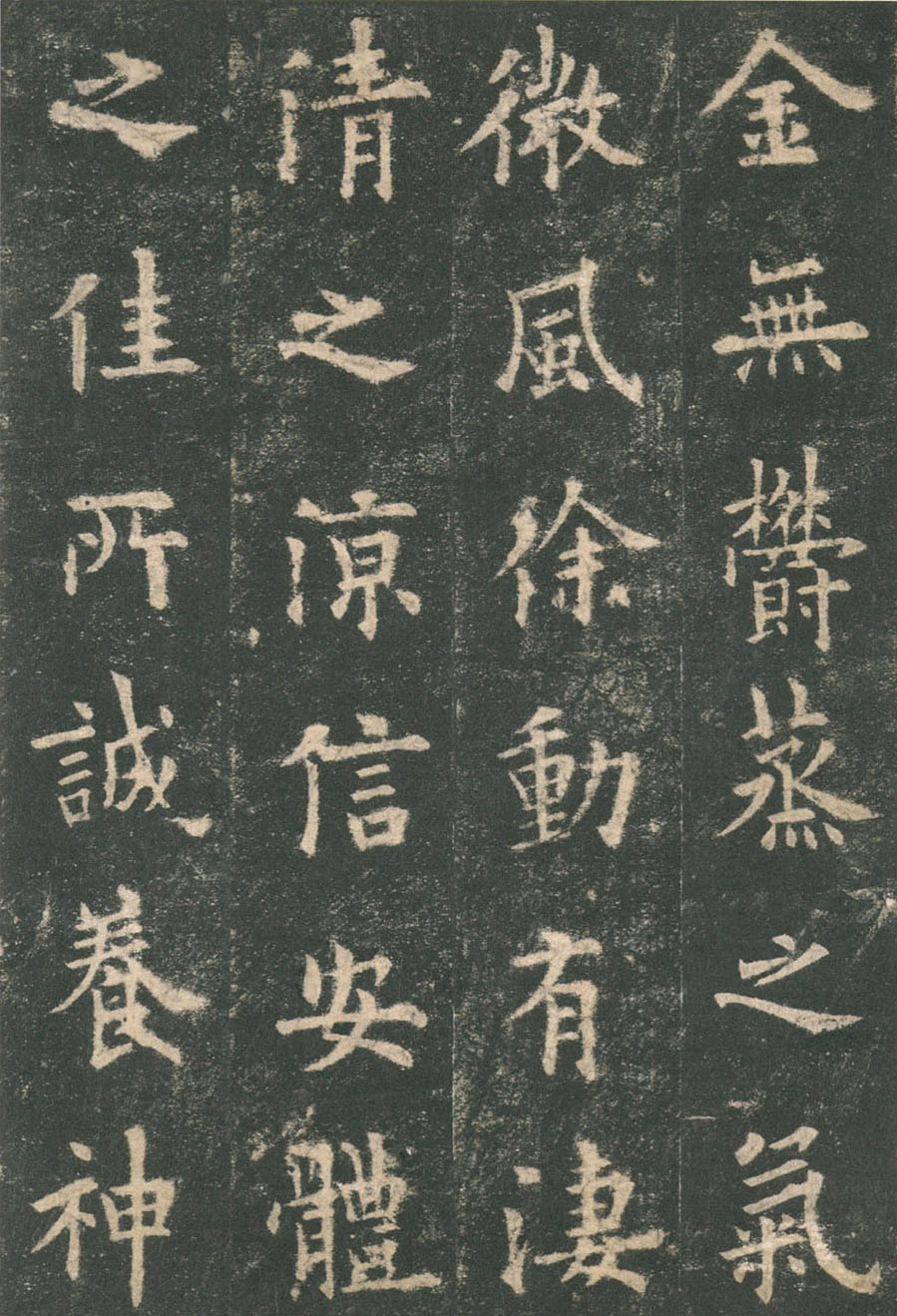
Próbka stylu Ouyang Xuna

Za pierwowzór pisma wzorcowego uważa się pismo kancelaryjne z czasów dynastii Han. Rzadziej jako pierwozwzór kaishu jest wymieniane pismo bieżące.
O odrębnym stylu wzorcowym mówi się poczynając od dynastii Jin (265–420); styl z tej epoki nazywa się jinkai (晋楷). Drugi etap jego rozwoju nastąpił w okresie dynastii Południowych i Północnych (420–589), w którym wyróżnia się „[pismo] wzorcowe [państwa] Wei”, czyli weikai (魏楷). Ostateczna forma pisma wzorcowego została wypracowana za rządów dynastii Tang (618–907), kiedy powstało tangkai (唐楷).
Najbardziej znani kaligrafowie z dynastii Tang, których prace stały wzorem dla następnych pokoleń artystów to:
- Czterej Wielcy Kaligrafowie z wczesnej dynastii Tang (初唐四大家):
  - Ouyang Xun (歐陽詢)
  - Yu Shinan (虞世南)
  - Chu Suiliang (褚遂良)
  - Xue Ji (薛稷)
- Szkoła „Yan-Liu” (“顏柳”)
  - Yan Zhenqing (顏真卿)
  - Liu Gongquan (柳公權)

Za najbardziej znane zabytki pisma wzorcowego uchodzą:
- Zapiski rzeźbiarskie Yao Boduo (姚伯多造像記) z epoki dynastii Południowych i Północnych
- Stela generała Guangwu (廣武將軍碑) z epoki dynastii Południowych i Północnych
- Stela ze świątyni Longzang (龍藏寺碑) z czasów dynastii Sui
- Stela nagrobna Su Xiaoci (蘇孝慈墓誌) z czasów dynastii Sui
- Stela nagrobna pięknej Dong (董美人墓誌) z czasów dynastii Sui